# جوان ليو
جوان ليو هي طبيبة أطفال كندية، ولدت في 11 أبريل 1965 في مدينة كيبك في كندا.